# Żurawka (Sulejówek)
Żurawka (dawn. Żórawka) – część miasta Sulejówka (SIMC 0921711), w województwie mazowieckim, w powiecie mińskim. Leży w południowej części miasta, wzdłuż ul. Czynu Społecznego (główna ulica dawnej wsi).
Dawniej samodzielna wieś, w latach 1867–1930 w gminie Wawer w powiecie warszawskim. W 1921 roku Żurawka liczyła 593 mieszkańców.
1 kwietnia 1930 włączono ją do gminy Okuniew w tymże powiecie. 20 października 1933 utworzono gromadę Żórawka w granicach gminy Okuniew, składającą się z wsi Nowa Żórawka i Stara Żórawka.
1 kwietnia 1939 weszła w skład nowo utworzonej gminy Sulejówek w powiecie warszawskim.
Podczas II wojny światowej w Generalnym Gubernatorstwie, w dystrykcie warszawskim. W 1943 Żurawka liczyła 1400 mieszkańców.
1 lipca 1952, w związku z likwidacją powiatu warszawskiego, okrojoną gminę Sulejówek (z Żurawką) przeniesiono do nowo utworzonego powiatu miejsko-uzdrowiskowego Otwock, gdzie została przekształcona w jedną z jego ośmiu jednostek składowych – dzielnicę Sulejówek.
Dzielnica Sulejówek przetrwała do końca 1957 roku, czyli do chwili zniesienia powiatu miejsko-uzdrowiskowego Otwock i przekształcenia go w powiat otwocki. 1 stycznia 1958 dzielnicy Sulejówek nadano status osiedla, przez co Żurawka stała się integralną częścią Sulejówka, a w związku z nadaniem Sulejówkowi praw miejskich 18 lipca 1962 – częścią miasta.